# Dolmen von Lanester
Der Dolmen von Lanester (auch Baie de Kerdréan genannt) liegt westlich von Baden im Département Morbihan in der Bretagne in Frankreich. Dolmen ist in Frankreich der Oberbegriff für neolithische Megalithanlagen aller Art.
Vom Dolmen von Lanester sind sechs durchschnittlich 1,5 m hohe Tragsteine vorhanden. Die Länge des Dolmens beträgt etwa 4,0 m und die Breite 2,0 m. Ein Deckstein ist in den Dolmen verstürzt. Er misst 2,5 × 1,1 × 0,4 m.

Dolmen von Lanester
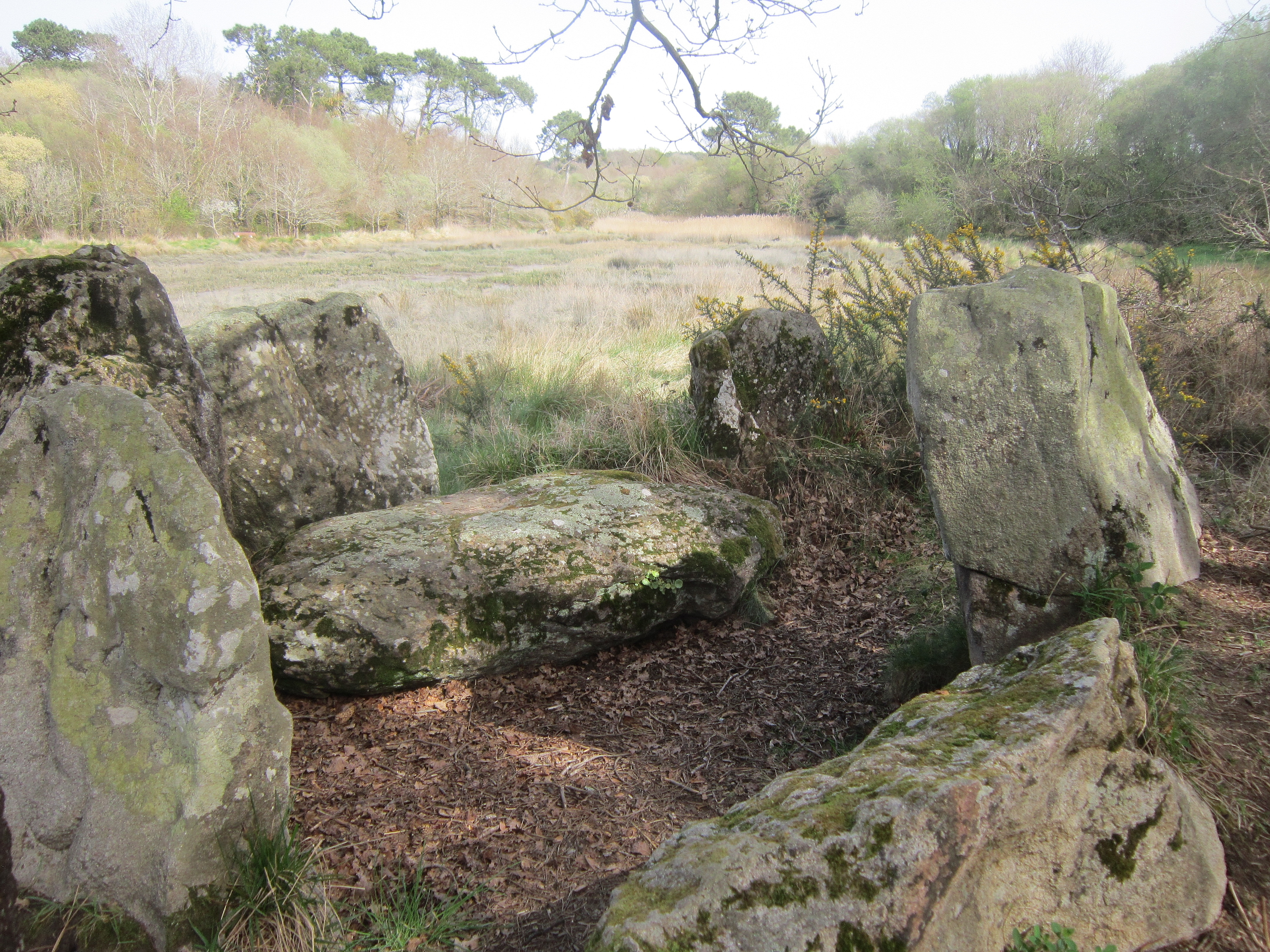
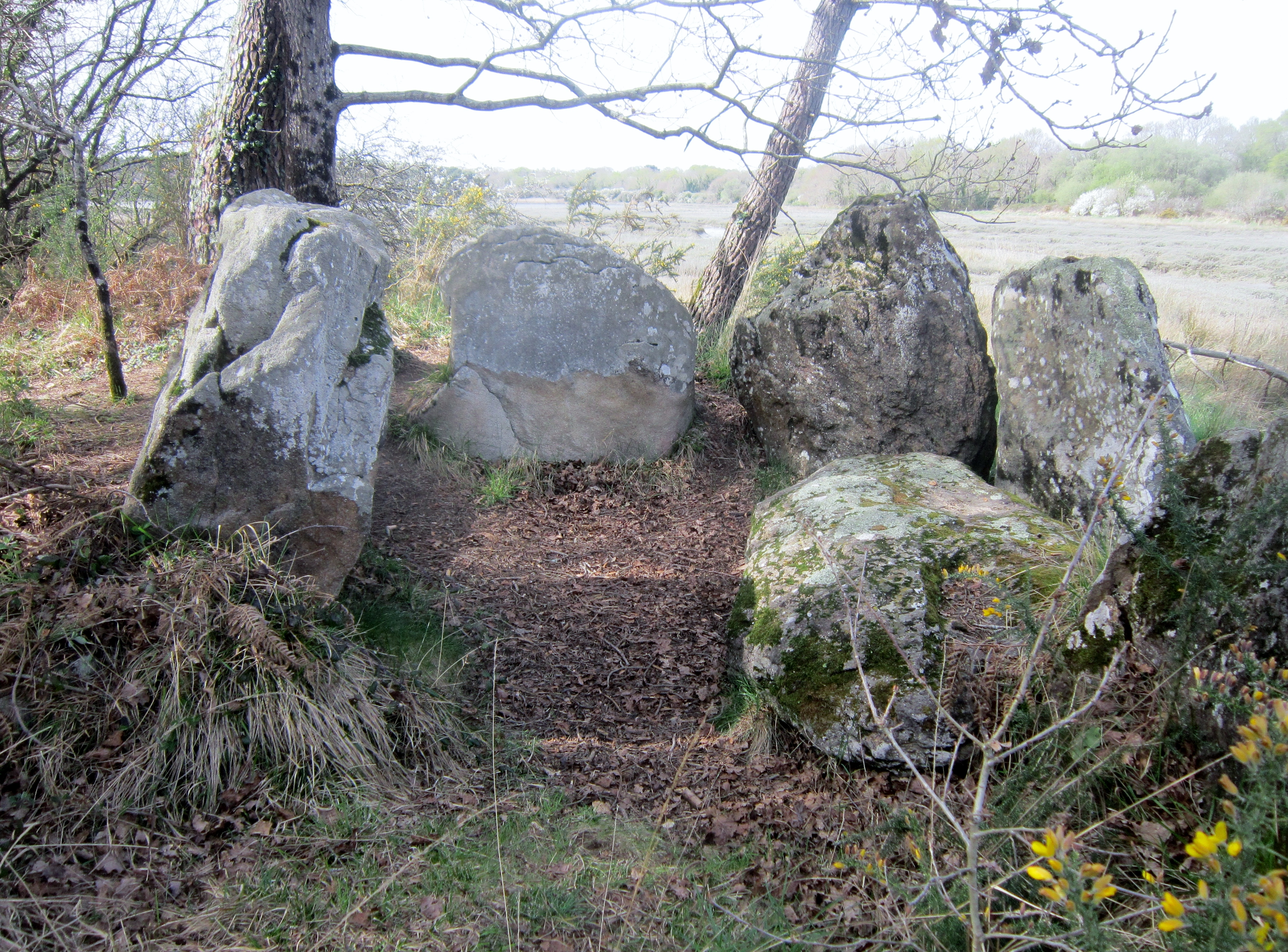
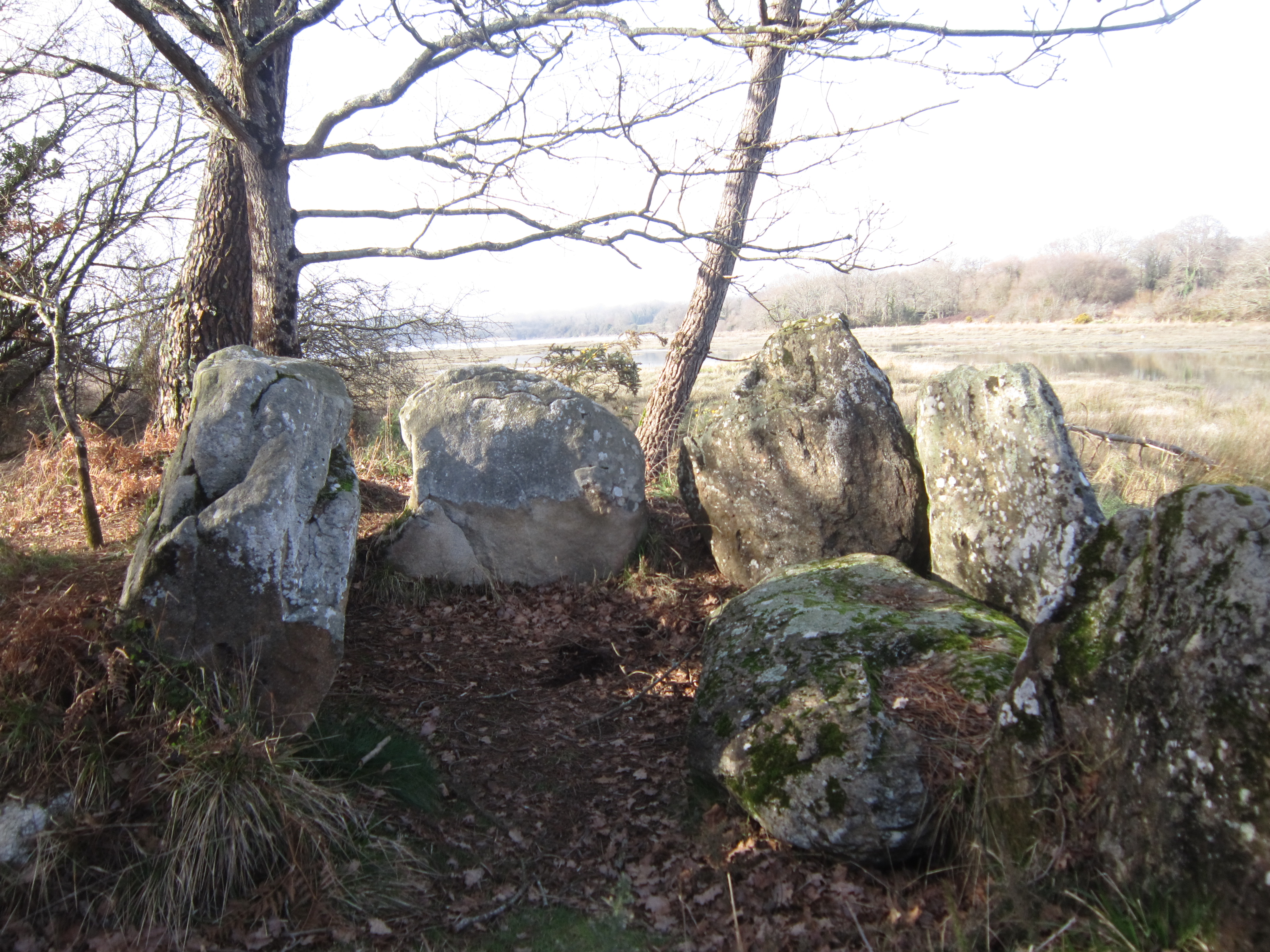